# Филип (Норфолк)
Вижте пояснителната страница за други значения на Филип.
Филип е остров в южната част на Тихия океан, в състава на владението Норфолк на Австралия.
Островът е разположен на юг от главния град Кингстън, на същия меридиан. Територията на острова влиза в националния парк „Норфолк“.